# 圣泉宫
圣泉宫，位于中国福建省仙游县鲤南镇圣泉村，后唐明宗长兴元年（930年）始建，历代重修。坐北朝南，由门殿、正殿组成。宫内悬挂古匾“法雨均沾”、“源流普润”、“法矅漈川”、“丹台泽沛”，以及手卷式横匾“德育”、“扬威”等，为清道光年间原构，并存有清康熙十年“令行禁止”残碑、清代銮椅、十六幅清代道教神像挂轴等。2009年11月16日公布为第七批福建省文物保护单位。